# Хуторский сельский совет
Хуторский сельский совет (укр. Хутірська сільська рада) — входит в состав
Петриковского района
Днепропетровской области
Украины.
Административный центр сельского совета находится в 
с. Хуторское.

## Населённые пункты совета
- с. Хуторское